# Успение Богородично (Трекляно)
Вижте пояснителната страница за други значения на Успение Богородично.
„Успение Богородично“ е възрожденска българска църква в село Трекляно, община Трекляно.
Намира се на около 2 km югоизточно от кметството, в гробищата при Тодорова махала. Разположена е върху долната част на склон с надморска височина 810 m.
Построена е през 1860 г., върху основите на стара средновековна църква, която е била част от манастир. Новата църква е трикорабна каменна постройка с олтарна апсида и два странични певника, с размери дължина 16 метра и ширина 12 метра. Средният кораб е засводен полуцилиндрично, а страничните са с плоски тавани. Те се поддържат от два реда по четири колони. Има два входа – от запад и от юг.
Първоначалната църква е била част от манастирски комплекс. Съществуването на манастир „Света Богородица“ в землището на село Трекляно е засвидетелствано в турски данъчни документи от 1570-1572 г.
Олтарните икони са рисувани от Никола Образописов през 1866 г., като от тях е оцеляла само тази на Исус Христос, а останалите са прерисувани и повредени. Апостолските икони са от същия художник, рисувани през 1864 и 1865 г. Църквата е изографисана е от Костадин Геров-Антикаров през 1888 г.